# Стерлинг Браун
Стерлинг Дамарко Браун (енгл. Sterling Damarco Brown, Мејвуд, 10. фебруар 1995) амерички је кошаркаш. Игра на позицијама бека и крила, а тренутно наступа за Партизан.

## Каријера
На НБА драфту 2017. године одабран је као 46. пик од стране Филаделфија севентисиксерса али је убрзо трејдован у Милвоки баксе. Провео је наредне три сезоне у Милвокију након чега је у новембру 2020. трејдован у Хјустон рокетсе. У сезони 2021/22. наступао је за Далас мавериксе. У сезони 2022/23. играо је за Репторсе 905 у НБА развојној лиги, с тим што је током јануара 2023. потписао један десетодневни уговор са Лос Анђелес лејкерсима. У августу 2023. почео је европску каријеру и потписао за немачког евролигаша Албу. Након сезоне у Алби, Браун је прешао у београдски Партизан.

## Успеси

### Клупски
- Партизан:
  - Јадранска лига (1): 2024/25.

### Појединачни
- Идеална стартна петорка Јадранске лиге (1): 2024/25.